# Joseph Joffo
Joseph Joffo (Párizs, 1931. április 2. – Saint-Laurent-du-Var, 2018. december 6.) francia író.

## Főbb művei
- Egy maroknyi játékgolyó (Un sac de billes) (1973); ford. Kováts Miklós
- Anna et son orchestre (1975)
- Baby-foot (1977)
- La Vieille Dame de Djerba (1979)
- Tendre Eté (1981)
- Simon et l'enfant (1985)
- Abraham Lévy, curé de campagne (1988)
- La Jeune Fille au pair (1993)

## Magyarul
- Egy marék játékgolyó; ford. Kováts Miklós, ill. Zsoldos Vera; Móra, Bp., 1981